# Alpi della Grande Sassière e del Rutor

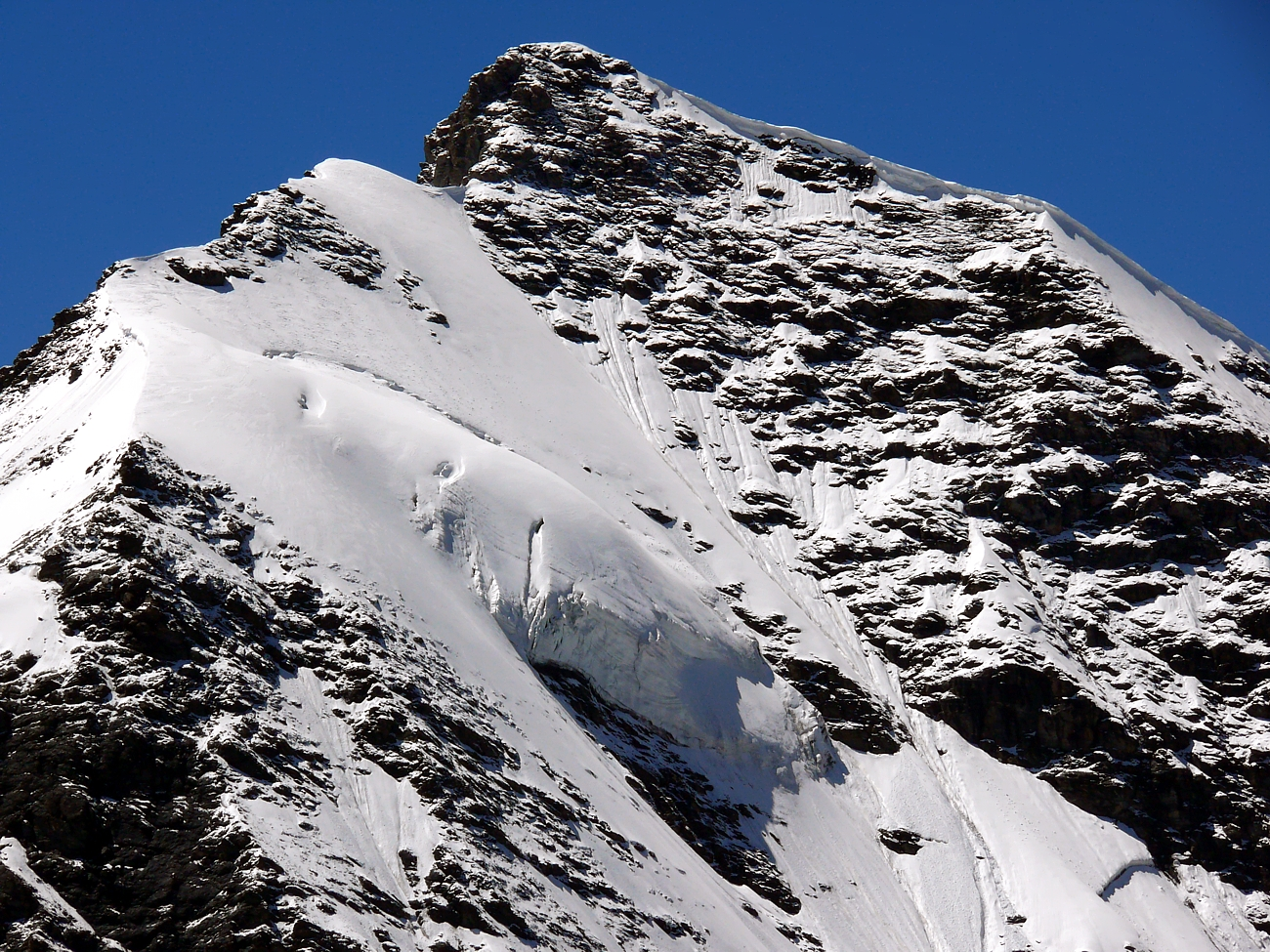
Aiguille de la Grande Sassière

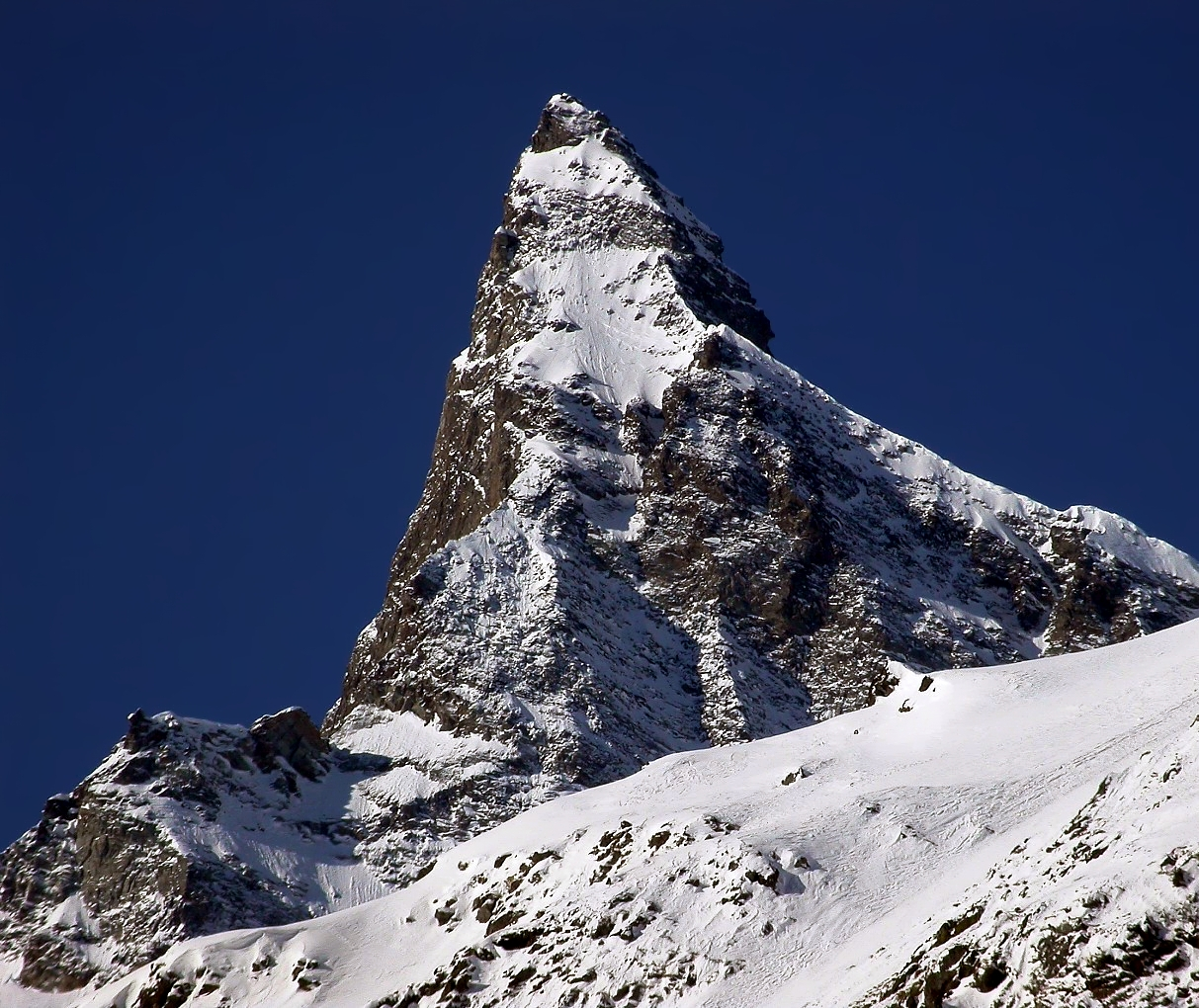
Grande Rousse Nord

Alpi della Grande Sassière e del Rutor – grupa górska w Alpach Zachodnich. Leży na pograniczu Francji (region Rodan-Alpy) i Włoch (regiony Dolina Aosty i Piemont). Nazwa masywu pochodzi od dwóch szczytów należących do tej grupy: Testa del Rutor i Aiguille de la Grande Sassière - najwyższego szczytu grupy. Grupa ta jest częścią Alp Graickich.
Najwyższe szczyty:
- Aiguille de la Grande Sassière - 3751 m,
- Grande Rousse Nord - 3607 m,
- Tsanteleina - 3606 m,
- Testa del Rutor - 3486 m,
- Becca di Suessa - 3423 m,
- Granta Parey - 3387 m,
- Punta di Galisia - 3345 m,
- Monte Paramont - 3301 m,
- Ormelune - 3278 m,
- Monte Berio Blanc - 3258 m,
- Grande Assaly - 3174 m,
- Punta Loydon - 3145 m,
- Punta Lechaud - 3128 m,
- Monte Colmet - 3024 m,
- Lancebranlette - 2933 m.